# 大川 (企業)
株式会社大川（おおかわ、英: OHKAWA Co.,Ltd.）は、沖縄県沖縄市に本社を置く、家具およびインテリア用品を販売する企業。
家具・インテリア専門店の「TODAY O!K」、「THE GRACE」、「maxplus」など5店舗のほか、沖縄県内で最大のインテリア専門の大型商業施設「リビング・デザイン・スクエア泡瀬」を運営する。

## 概要
那覇市安里の国際通り沿いで個人経営の家具販売店として創業する。米軍統治下にあった沖縄県において、当時は"外国"であった日本本土からの輸入家具店として1980年に本格的に輸入貿易を開始した。
社名は創業当時協力を仰いだ、福岡県大川市工業会にあやかって付けられたものである。

## 沿革
- 1961年（昭和36年）5月 - 那覇市安里に「大川家具」を創業。
- 1969年（昭和44年）12月 - 「株式会社大川」を設立。
- 1983年（昭和58年）
  - 8月 - 生活雑貨の「ZOO」をオープン[要出典]（1985年4月に閉店）[2]。
  - 10月 - 倉庫バーゲンセンター「POW WOW」をオープン[要出典]（1992年8月に閉店）[2]。
- 1984年（昭和59年）
  - 12月1日 - 那覇市古島に家具と雑貨の複合店舗「ビビホームオオカワ 那覇店（現・TODAY O!K & DECO）」を開業。
  - 12月 - 全国の家具・インテリアの加盟店で構成するボランタリーチェーン「JEFSA」に加入。
  - 12月 - 「ヤマハ家具ショップ」をオープン（1993年3月に閉店）[要出典][2]。
- 1988年（昭和63年）12月 - 沖縄市中央の中央パークアベニューに「民族工房」「コーラベル」「ママイクコ」３店舗をオープン[要出典]（1991年8月に閉店）[2]。
- 1989年（平成元年）12月 - 輸入セレクトショップ「NAHA-BI」を開業[注 1][2]。
- 1993年（平成5年）
  - 4月 - 創業の地である本店を「国際通り本店」に改称。
  - 4月 - ビビホームオオカワ那覇店の売場を800坪から1200坪に増床。
- 1994年（平成6年）12月 - 沖縄市与儀に「ビビホーム中部店（現・TODAY O!K）」を開業。
- 1997年（平成9年）4月 - 「ビビホーム中部店」を、現品販売のアウトレット品を中心に揃えた「Furniture To Go O!K（ファニチャー・トゥ・ゴー・オオカワ）」にリニューアル[3]。
- 1998年（平成10年）
  - 9月 - 「ビビホーム那覇店」を、カーテンを中心に品揃えを拡充した「Furniture MAX大川家具」にリニューアル[3]。
  - 不明 - 那覇市安里の国際通り本店を閉店[1]。
- 2002年（平成14年） 不明 - 国際通り本店跡を、トレンドを意識した新業態「COMO CONCEPT」にリニューアル[要出典]。
- 2006年（平成18年）7月1日 - 「ファニチャーマックス大川家具」を、インテリア雑貨を中心に取扱う「maxplus」にリニューアル[4]。
- 2008年（平成20年）
  - 7月 - 「Furniture To Go O!K」を「TODAY O!K」に改称。
  - 8月1日 - 沖縄市与儀に「リビング・デザイン・スクエア泡瀬」を開業。新業態となる提案型ショールーム「THE GRACE」を同時オープン。本社を那覇市から同所に移転。
- 2009年（平成21年）11月6日 - スクエア泡瀬内で中古家具の代行販売事業「ReOK」を開始。
- 2010年（平成22年）7月26日 - スクエア泡瀬内で介護用品店「助さん・たくさん」を開業[5]。
- 2014年（平成26年）9月29日 - 宜野湾市赤道にハウスクリーニングなどの生活支援事業「ベンリー 宜野湾店」をオープン[6]。
- 2016年（平成28年） - 自社配送事業「happy minutes」を開始。
- 2019年（令和元年）
  - 6月27日 - 浦添市西洲のサンエー浦添西海岸PARCO CITY内に「STARRY HOME サンエーパルコシティ店」を開業。
  - 11月30日 - 国頭郡今帰仁村仲宗根に「ReOKコンテナ＆ヤード今帰仁店」をオープン。
- 2020年（令和2年）5月1日 - maxplusとTODAY O!Kでオンラインストアを開設[7]。

## Living Design SQUARE awase
Living Design SQUARE awase（リビング・デザイン・スクエア泡瀬）は、沖縄市与儀にある家具・インテリア専門の大型商業施設である。

### 概要
大川が運営する、コンセプトの異なる5つのインテリア専門店が核店舗として入居し、飲食店やコンビニ、託児スペースも備える。
1994年12月に開業した「Furniture To Go O!K」と、それに隣接する敷地を拡張する形で、国内最大級のインテリアショッピングモールとして開業した。

### 沿革
- 2007年（平成19年）11月13日 - インテリア専門のショッピングモールの出店を発表[9][10]。
- 2008年（平成20年）8月1日 - 「リビング・デザイン・スクエア泡瀬」開業。
- 2009年（平成21年）11月6日 - 地下1階に「ReOK」がオープン。
- 2010年（平成22年）7月26日 - THE GRACE内で「助さん・たくさん」がオープン。
- 2022年（令和4年）8月25日 - 敷地内に「セブンイレブン 沖縄与儀3丁目店」がオープン。

### アクセス

#### 路線バス
- 第一与儀バス停から徒歩2分
  - 52/61番・与勝線・前原線（沖縄バス）
  - 30番・泡瀬東線（東陽バス）

## 展開業態

### TODAY O!K
- 「今日必要な家具を、今日持ち帰って使える」をコンセプトに国内外から仕入れたメーカーアウトレット品を中心に、家具の展示販売に特化した専門店。
- 1994年12月に開業した沖縄市与儀の「ビビホーム中部店」が前身。2008年からはスクエア泡瀬の核店舗として営業している。

#### TODAY O!K & DECO
- TODAY O!Kと同じく、アウトレット家具を中心に扱うほか、デコレーションアイテム[11]に特化した専門店。
- 2019年9月に閉店した那覇市古島の「maxplus 古島店」が前身。

#### ReOK
- 中古家具を顧客自身が決めた価格で、大川が代行して販売する家具専門店。出品・展示後、毎週土曜に最大60％まで値下げされる仕組み。

### maxplus
- 生活雑貨から、観葉植物、家具などホームファッションに関わるアイテムを幅広く扱うワンストップ型専門店。
- 2006年7月に那覇市古島で新業態として開業[注 2]し、2008年8月のスクエア泡瀬の開業と同時に2号店がオープンした。

### THE GRACE
- 国内外の高級家具・インテリアを、常駐する専門スタッフがコーディネートする提案型の専門店[1]。
- 2008年8月のスクエア泡瀬の開業と同時にオープン。

#### 助さん・たくさん
- 電動ベッドや車いすなど、福祉・介護用品に特化した専門店。用具のレンタルおよび住宅リフォームも行う。
- THE GRACE内で2010年7月にオープン。

### STARRY HOME
- 「星空を眺めている様なリラックスできるセルフケアと住空間」をコンセプトにしたインテリア雑貨の専門店。
- 2019年6月にサンエー浦添西海岸PARCO CITY内にオープン。

### 注
1. ↑  バブル崩壊の影響を受け、1996年3月に閉店。跡地は「タウンプラザかねひで 古島店」として営業中。
2. ↑  2019年9月末に閉店、現在は「TODAY O!K & DECO 那覇店」に転換し営業中。